# Rakouský vojenský ordinariát
Rakouský vojenský ordinariát (německy Militärordinariat Österreich ) je římskokatolický vojenský ordinariát, jehož jurisdikce se týká všech katolických členů rakouského Bundeswehru, vojenské správy, jejich rodinných příslušníků a činných nevojenských složek. Z církevního hlediska je bezprostředně podřízen Svatému stolci. Sídlo ordinariátu je ve Vídni, ale katedrála sv. Jiří se nachází ve Vídeňském Novém Městě. 

## Historie
V rakouském vojsku se duchovní správa objevuje již v 16. století, jde o nejstarší kategoriální pastoraci. JIž v roce 1720 existoval v habsburské monarchii hlavní polní kaplan, v roce 1773 císařovna Marie Terezie zřídila apoštolský polní vikariát, který existoval až do rozpadu monarchie v roce 1918. V rakouské republice roku 1921 vznikl vojenský vikariát,  který byl podle buly Spirituali militum curae v roce 1989 povýšen na vojenský ordinariát. Současně byla zřízena nová titulární diecéze, ze zaniklé diecéze Vídeňské Nové Město a vojenští ordináři ji mají tradičně jako titulární diecézi.

## Vedoucí představitelé katolické vojenské duchovní správy v Rakousku

### Apoštolští polní vikáři (habsburská monarchie)
- 1773–1792 : Johann Heinrich von Kerens, S.J.
- 1792–1803 : Sigismund Anton von Hohenwart
- 1803–1815 : Godfried Joseph Crüts van Creits
- 1815–1823 : Joseph Chrysostomus Pauer
- 1827–1830 : Josef Alois Schachtner
- 1831–1832 : Vinzenz Billig
- 1833–1835 : Michael Johann Wagner
- 1835–1863 : Johann Michael Leonhard
- 1863–1875 : Dominik Mayer
- 1875–1878 : August Landt
- 1878–1890 : Anton Josef Gruscha
- 1890–1911 : Koloman Belopotocký
- 1913–1918 : Imrich Bjelik

### Vojenští vikáři
- 1920–1938 : Ferdinand Stanislaus Pawlikowski
- 1959–1969 : Franz König
- 1969–1986 : Franz Žak

### Vojenští ordináři
- 1986–1994 : Alfred Kostelecky
- 1994–2015 : Christian Werner
- od 2015 : Werner Freistetter